# Platysenta discistrigia
Platysenta discistrigia är en fjärilsart som beskrevs av Smith 1894. Platysenta discistrigia ingår i släktet Platysenta och familjen nattflyn. Inga underarter finns listade i Catalogue of Life.